# Seznam písní Václava Neckáře
Toto je seznam písní zpěváka Václava Neckáře.

## Seznam
poz. -píseň – duet s – (autor hudby písně / autor textu písně)

(h:/t:) – doposud nezjištěný autor hudby nebo textu
- (na doplnění)

## A
- A tak se sejdem až v září – (Bohuslav Ondráček / Zdeněk Borovec) a Helena Vondráčková, Jiří Korn, Marie Rottrová,Jiří Schelinger, Hana Zagorová
- Adéla – (Jaroslav Uhlíř / Jaroslav Uhlíř)
- Afrodita – (Jan Neckář / Michal Horáček)
- Amálka a loupežník – (Bedřich Nikodém / Jan Schneider)
- And I Love Her – (John Lennon / Paul McCartney)
- Anonym – (Bohuslav Ondráček / Jan Schneider)
- As Tears Go By – (Mick Jagger – Keith Richard – Oldham)
- Atlantida 99 – (Jan Neckář / Zdeněk Rytíř)
- Atlas – (Petr Janda / Michael Prostějovský/Zdeněk Rytíř)
- Ať naše vlajka vlaje dál – (Petr Hapka / Zdeněk Rytíř)
- Až budu někdo – (Otakar Petřina / Ladislav Kantor)
- Až louky rozkvetou – (Zdeněk Krotil / Eduard Krečmar)
- Až se vrátíš k prázdným kioskům – (Bohuslav Ondráček / Zdeněk Borovec) a Helena Vondráčková a Jiří Korn

## B
- Balada o čase – (Jan Neckář / Zdeněk Rytíř)
- Balada z parku – (Jan Neckář / Zdeněk Rytíř)
- Balada ze suterénu – (Jan Neckář / Zdeněk Rytíř)
- Bam-bam-biri-biri-bam – (Angelo Michajlov / Eduard Krečmar) s Martou a Helenou
- Báseň skoro na rozloučenou – (Jan Neckář / Václav Hrabě)
- Bejt sám – (Bohuslav Ondráček / Jan Schneider) s Lauferem a Gabzdylem
- Bezstarostná jízda – (Pavel Krejča / Pavel Žiška)
- Bílá čepice – (P. Tesař / P. Tesař)
- Bim bam – (Paul Anka / Ivo Fischer)
- Bludný kruh – (Jan Neckář / Zdeněk Rytíř)
- Bráním se dojetí – (Petr Hapka / Petr Rada)
- Bukanýr – (Petr Hejduk / Zdeněk Rytíř)
- Bungalow Bill (The Continuing Story Of Bungalow Bill)- (John Lennon – Paul McCartney / Zdeněk Rytíř)
- Bylo čtvrt a bude půl – (Angelo Michajlov / Pavel Kopta]
- Bylo ráno – (Jiří Burian / Jan Nádvorník, Jiří Burian)

## C
- Carolína (Šlechtici) – (h: Angelo Michajlov / něm. t: Joachim Relin)
- Celou noc – (Bohuslav Ondráček / Eduard Krečmar)
- Celuloidové příběhy – (Jiří Burian / Ivo Marek-Jiří Burian)
- Celý svět se mnou je tu – (Jan Neckář / Michal Horáček)
- Cena za místo mezi lidmi – (Bohuslav Ondráček / Jan Schneider)
- C'era un Ragazzo Che Come Me Amava I Beatles E I Rolling Stones – (Mauro Lusini / Mauro Lusini, Franco Migliacci)
- Cesta za snem – (Ota Petřina|Otakar Petřina / Ladislav Kantor)
- Cesty tam a zpátky zápasí – (Jan Neckář / Michal Horáček)
- Cizinec – (Otakar Petřina / Otakar Petřina)
- Co chceš víc (Doch dein Herz kann ich nicht) – (Wolfgang Kähne / Zdeněk Rytíř)
- Co je to svět – (Jaromír Klempíř / Michael Prostějovský)
- Cop – (Vladimír Popelka / Ivo Fischer)
- Copy - Václav Neckář a Pavel Novák - (Harry Macourek / Petr Rada)
- Crazy love - (Paul Anka)

## Č
- Čaroděj Dobroděj (Jennifer - Juniper) - (D. Leitch / Zdeněk Rytíř)
- Čáry máry - (Bohuslav Ondráček / Zdeněk Rytíř)
- Časy se mění (The Times Are a-changing) - (Bob Dylan / Zdeněk Rytíř) s Martou Kubišovou a Helenou Vondráčkovou
- Červená Aerovka - (Zdeněk Petr / Zbyněk Vavřín)
- Červená čepice - (Stanislav Chudoba / Václav Červenka)[1]
- Čtyřlístek - (Leopold Korbař / Zdeněk Borovec) s Helenou

## D
- Dám ti diamant - (Bohuslav Ondráček / Zdeněk Rytíř)
- Dary nesem - (Zdeněk Marat / Zdeněk Borovec) s Martou Kubišovou a Karlem Štědrým
- Dej mi ještě trochu lásky - (Jan Neckář / Zdeněk Rytíř)
- Dej pánbu dobrej den (I Don't Know What To Do) – (Richard Anthony – S.Santonic / Zdeněk Borovec)
- Den žen – (Bohuslav Ondráček / Jan Schneider)
- Denně přesně v 7:40 – (Jan Neckář / Zdeněk Rytíř)
- Diamantová žena – (Otakar Petřina / Otakar Petřina)
- Díky vám – (Michal Dvořák / Pavel Vrba)
- Dítě snů – (Otakar Petřina / Zdeněk Rytíř)
- Dívky jdou ven – (Jan Neckář / Zdeněk Rytíř)
- Dlouhej nos – (Miroslav Kefurt / Ivo Rožek)
- Dnes v noci nebude nikdo zastřelen – (Otakar Petřina / Otakar Petřina)
- Dobrá zpráva – (Karel Svoboda / Zdeněk Rytíř)
- Dokonalá žena – (Jan Neckář / Eduard Krečmar)
- Dolej zbytek vína – (P.Říčař / Zdeněk Rytíř)
- Dostal jsem kuli – (Karel Kopecký / Jindřich Faktor)
- Dostaveníčko (Finestra bassa) – (Neapolská lidová / Eduard Krečmar)
- Dotazník – (Jan Neckář / Zdeněk Rytíř)
- Dotýkej se mne – (Otakar Petřina / Otakar Petřina)
- Dr. dam di dam – (Jan Neckář / Zdeněk Rytíř)
- Drops – (Petr Janda / Zdeněk Rytíř)
- Druhé jednání – (Jan Neckář / Zdeněk Rytíř)
- Dům na prodej – (Petr Hapka / Zdeněk Rytíř)

## E
- Einmal am Sonntag (Ze soboty na naděli) – (Mojmír Smékal/ Martin Trenk)
- Evelýna (Cherie Lise) – (Roland Vincent / Zdeněk Rytíř)

## F
- Fliege mit mir auf den Mond (UFO) – (Karel Svoboda / Zdeněk Rytíř / něm.t. Hertha)
- Forget Her – (Bobby Rydel)

## G
- Goo Goo Barabajagal – (Donovan Leitch / Zdeněk Rytíř)
- Good Golly Miss Molly – (Robert "Bumps" Blackwell / John Marascalco)

## H
- Hádavá holka – (Otakar Petřina / Eduard Krečmar)
- Hajdy, hajdy ven – (Zdeněk Marat / Zdeněk Borovec)
- Hallo, mademoiselle (Are You Getting Tired of Your Little Toy) – (Buddy Kaye / Philip Springer/Jan Schneider)
- Hej, dívko zlá (Super Girl) – (G. Bonney / Eduard Krečmař) doprovází duo Irena a Olga
- Hezkej den – (Vlastimil Hála / Ivo Fischer) s Helenou
- Holka ta okatá – (Bohuslav Ondráček / Zdeněk Borovec)
- Holky mládnou – (Bohuslav Ondráček / Eduard Krečmar)
- Houpá se naše loďka – Václav Neckář a Eva Pilarová – (Bohuslav Ondráček / Jan Schneider)
- Hrajeme si na kohoutky – (Angelo Michajlov/ Eduard Krečmar)
- Hřebínek – (Bedřich Nikodém / Jan Schneider)
- Hříbě – (Josef Vobruba / Jan Schneider)
- Hřích – (Angelo Michajlov / Eduard Krečmar)
- Hvězdné nebe nad Atlantidou – (Jan Neckář / Zdeněk Rytíř)

## Ch
- Chci tě líbat (When I Need You) – (C.Sager – A. Hammond / Eduard Krečmar)
- Chrám Sv. Víta (Winchester Cathedral) – (Geoff Stephens / Jiří Štaidl)
- Chýše z větvoví – (Donovan / Zdeněk Rytíř)

## I
- I já byl dítě (Ooh Wakka Doo) – (Gilbert O'Sullivan / Zdeněk Borovec)
- Im The Lonely One – (Gordon Mills)

## J
- Já hrachem házím (Kitty Can) – (Barry, Robin and Maurice Gibb / Pavel Vrba)
- Já nemám byt – (Bohuslav Ondráček/ Zdeněk Kovanda)
- Já ti zabrnkám – (Bohuslav Ondráček / Zdeněk Borovec)
- Já už to vím – (Jan Hammer / Ivo Fischer)
- Jak dlouho ještě budem zrát – (Jan Neckář / Michal Horáček)
- Jak se ryba chytá – (Bohuslav Ondráček / Jan Schneider) s Josefem Lauferem
- Jak se tak dívám (Congratulations) – (P. Coulter / B. Martin č.t. Ivo Fischer)
- Jak ten čas letí – (Zdeněk Petr / Ivo Fischer)
- Jako kouzlem – (Otakar Petřina / Zdeněk Rytíř)
- Je ráno, Anno – (Pavel Krejča / Vladimír Poštulka)
- Jedenkrát – (Harry Belafonte / Zdeněk Rytíř)
- Jedničky a nuly – (Jan Neckář / Zdeněk Rytíř)
- Jedním tahem (Miluju a maluju) – (Jan Hammer / Ivo Fischer)
- Jen tak – (Bohuslav Ondráček / Jan Schneider)
- Jo ho, ho – (Bohuslav Ondráček / Jan Schneider)
- Jsem – (Jan Neckář / Michael Prostějovský)
- Jsem jen němý stroj – (Zdeněk John / Ditmar Urbach)
- Jsem klaun – (Petr Janda / Eduard Krečmar)
- Jsem tady já – (Miloš Svoboda / Zdeněk Rytíř)

## K
- Kam se první lásky ztrácejí – (Václav Zahradník / Eduard Krečmar)
- Kaskadér – (Zdeněk John / Michael Prostějovský)
- Kateřina – (Jindřich Brabec / Jiří Aplt)
- Každá holka nejraději sní – (Jaroslav Uhlíř / Miroslav Černý)
- Každý den je autobus – (J. Burian / O. Suchý)
- Kde jsou ta rána stříbrná – (Bohuslav Ondráček / Zdeněk Borovec)
- Kdo je kdo – (Otakar Petřina / Zdeněk Rytíř)
- Kdo má kamarády – (Eddie Cochran / Michael Prostějovský)
- Kdo to vzdává – (Jan Neckář / Eduard Krečmar)
- Kdo vchází do tvých snů, má lásko (Who enters to your dreams, my love) – (Peter Sarstedt / Zdeněk Rytíř)
- Kdyby na sůl nebylo – (Jaromír Klempíř / Jiří Štaidl) s Helenou Vondráčkovou
- Kdybych měl salaš – (Jindřich Brabec / Miloň Čepelka)
- Kdybych nebyl líný – (J. Hauser/ Zdeněk Rytíř)
- Když ti nejsem hezkej – (Zdeněk Marat / Zdeněk Borovec)
- Když vítr zafouká – (Angelo Michajlov / Eduard Krečmar)
- Klaun a tanečnice – (Jan Neckář / Vladimír Čort)
- Kluk sem kluk tam – (Bohuslav Ondráček / Lucie Borovcová)
- Knížky – (Daniel Dobiáš / Jan Krůta)
- Korzo – (Otakar Petřina / Michael Prostějovský)
- Kosmické děti – (Otakar Petřina / Otakar Petřina)
- Kotě se má – (Petr Hapka / Zdeněk Rytíř)
- Krk za to dám – (Polad Bjul-Bjul-Ogly / Zdeněk Rytíř)
- Krokodýl Jeroným – (Vladimír Popelka / Zdeněk Rytíř)
- Křídla iluzí – (Zdeněk Marat / Petr Markov)
- Křižovatky – (Otakar Petřina / Ladislav Kantor)
- Kytara a píseň – (Mauro Lusini / Mauro Lusini, Franco Migliacci / Michael Prostějovský)

## L
- Lady Jane – (Mick Jagger – Keith Richard / Eduard Krečmar)[2]
- Láska má – (Angelo Michajlov / Zdeněk Podskalský)
- Láska uspěchaná – (Angelo Michajlov / Eduard Krečmar)
- Láska ztracená – (Otakar Petřina / Zdeněk Rytíř)
- Lásko 3,2,1 a start – (Josef Kůstka / Eduard Krečmar)
- Lékořice – (Jaromír Vomáčka / Vratislav Blažek)
- Lelkuju po městě – (Zdeněk Marat / Bohuslav Nádvorník)
- Léto mé – (Jan Hrábek / Jan Hrábek)
- Levandulová – (Petr Hapka / Michal Horáček) s Hanou Hegerovou
- Loudám se loudám – (Jan Hrábek / Kateřina Krütznerová)
- Luisa – (Jiří Burian / Jan Nádvorník)
- Luno má (La Societa) – (Francesco Benenato / Jiří Štaidl)

## M
- Má něco s jedním pánem (Once On A Sunday Morning) – (Aquile – Kusik – Snyder- Hawkes – Blakley / Eduard Krečmar)
- Mademoiselle Giselle – (Jiří Dospěl / Zdeněk Rytíř)[3]
- Mädchen, man träumt von dir (Holka ta okatá) – (Bohuslav Ondráček / Zdeněk Borovec / něm.t. Upmeier)
- Mach Dir das Herz nicht schwer (Zlý časy odcházej) – (Vladimír Rukavička / Jaroslav Šprongl / něm.t. Rasch)
- Malá lady (My Little Lady) – (D.Pace – Mario Panzeri – Lorenzo Pilat – A.Blakley / č.t. Zdeněk Rytíř)
- Malé šípy (Little Arrows) – (J.Hammond – L.Hazlewood / Pavel Černocký)
- Mal'ovanie na plot – (Pavol Hammel / Kamil Peteraj)
- Mám čekat? – (Zdeněk Marat / Eduard Krečmar)
- Mám svůj den (Jurmaja) – (S.Namin / Michal Prostějovský)
- Mám zoo – (Bohuslav Ondráček / Eduard Krečmar)
- Máma (Mama) – (Charron / Zdeněk Rytíř)
- Massachusetts – (B.,M. a R.Gibb / Jiřina Fikejzová)
- Mávej křídly snů – (Jindřich Brabec / Michael Prostějovský)
- Mějte se rádi – (Angelo Michajlov / Eduard Krečmar)
- Měla vlasy plavý – (Zdeněk Marat / Zdeněk Borovec)
- Město – (Milan Tesař / Eduard Krečmar)
- Meteor – (Otakar Petřina / Zdeněk Rytíř)
- Micro Magic Cirkus – (Bohuslav Ondráček / Zdeněk Rytíř)
- Milion – (Otakar Petřina / Otakar Petřina)
- Modrá tma – (Karel Svoboda / Ivo Fischer)
- Modrá z džín – (Michal Tučný / Michal Tučný)
- Moře to není Tálinskej rybník – (Mojmír Balling / František Řebíček)
- Mořská panna – (Jan Neckář / Zdeněk Rytíř)
- Motejl modrejl (Mellow Yellow) – (Donovan Leitch / Zdeněk Rytíř)
- Motýlek – (Leoš Kosek / Jaroslav Šprongl)
- Mozaika lásky – (Vjačeslav  Malešik / Zdeněk Rytíř)
- Mrs. Applebee – (Meshell – Philip L.Baar / Pavel Vrba)
- Mrs. Robinson – (Paul Simon / Zdeněk Borovec)
- Můj brácha má prima bráchu (Ich bin verliebt in die Liebe) – (Werner Twardy - Lilibert / Zdeněk Borovec)
- Můj taxis – (Otakar Petřina / Zdeněk Rytíř)
- Muzikantova písnička – (Mojmír Smékal / Jiří Kafka)
- Muž mnoha tváří – (Bohuslav Ondráček / Zdeněk Rytíř)
- My to spolu táhnem dál – (Bohuslav Ondráček / Zdeněk Borovec) s Janem Neckářem
- Mýdlový princ – (Jack Nitzsche / Sonny Bono č.t. Zdeněk Rytíř)

## N
- Na hradě blízko hvězd  – (Pavel Vaculík / Jaroslav Šprongl)
- Na světě je přece moře holek – (Bohuslav Ondráček / Jan Schneider)
- Na to mi nezbyl čas – (Jan Neckář / Zdeněk Rytíř)
- Nač ten western (Proč ten western) – (Ivan Štědrý / Ronald Kraus)
- Nádhernej den – (Brook Benton / Clyde Lovern Otis / Luchi DeJesus, č.t. Eduard Krečmar) s Věrou Špinarovou
- Namaluj déšť – (Bohuslav Ondráček / Jan Schneider) s Helenou Vondráčkovou
- Náruč krás – (Otakar Petřina / Petr Formánek)
- Nautilus – (Otakar Petřina / Zdeněk Rytíř)
- Ne, maestro (ll Maestro di violine) – (Giuseppe Caruso, Domenico Modungo / Zdeněk Borovec) s Helenou Růžičkovou
- Neckiáda (směs)– (h: / t:)
- Nejosamělejší z nejosamělejších – (Jan Neckář / Zdeněk Rytíř)
- Nejsem gladiátor (Put Your Money Down) – (Jeff Christie / Zdeněk Rytíř)
- Nejsem hvězda – (Jan Neckář / Eduard Krečmar)
- Neměj strach – (Jan Neckář / Zdeněk Rytíř)
- Není to nic moc - (Bohuslav Ondráček / Miroslav Černý), klip s Evou Jeníčkovou
- Nepospíchej – (Jaroslav Uhlíř / Jaroslav Uhlíř)
- Nestůj a pojď (U nás máme mejdan) – (Bohuslav Ondráček / Zdeněk Rytíř)
- Neusínej (Have You Seen Her) – (Barbra Acklin/Eugen Record / Zdeněk Rytíř)
- Nikdy nebudu sám (A Little Bit Me, A Little Bit You) – (Neil Diamond / Eduard Krečmar)
- No (Hej, pane zajíci) – (Bohuslav Ondráček / Jan Schneider německý text: Relin) s Helenou Vondráčkovou a Martou Kubišovou

## O
- Ó neděle ó soboty – (Zdeněk Petr / Ivo Fischer) s Waldemarem Matuškou a Karlem Štědrým
- O tom se nemluví – (Jan Neckář / Zdeněk Rytíř)
- Obchodníci s deštěm – (Jan Neckář / Michal Horáček)
- Obrazy – (Otakar Petřina / Ladislav Kantor)
- Oči koní – (Petr Spálený / Josef Fousek)
- Óda na koně – (Jan Neckář / Jan Schneider)
- Odejdu (O Dee I Do) – (B.Jansch / Zdeněk Rytíř)
- Ofélie – (Otakar Petřina / Ladislav Kantor)
- Okresní vítěz – (Jan Neckář / Zdeněk Rytíř)

## P
- Papagallo Baby – (Bohuslav Ondráček / Zdeněk Rytíř) s Helenou Vondráčkovou a Martou Kubišovou
- Pár dnů prázdnin (I Hear You Knocking) – (Pearl King / Dave Bartholomew/Miroslav Černý)
- Pár prostých řádků – (Vladimír Rukavička / Eduard Krečmar)
- Patnáct – (Petr Skoumal / Jan Vodňanský)
- Patrick – (Otakar Petřina / Zdeněk Rytíř)
- Patříme dál k sobě (Marie-Louise) – (Wolfgang Ziegler - Gerlach / Michael Prostějovský)
- Perla – (Otakar Petřina / Zdeněk Rytíř)
- Pět světelných let – (Otakar Petřina / Zdeněk Rytíř)
- Píseň pračlověka – (Angelo Michajlov / Eduard Krečmar) s Helenou Vondráčkovou a Martou Kubišovou
- Píseň pro dívku – (Petr Hapka / Pavel Vrba)
- Píseň pro jockeye – (Jan Neckář / Jan Schneider)
- Píseň pro Joriku – (Petr Hapka / Zdeněk Rytíř)
- Pláč (As Tears Go By) – (Mick Jagger – Keith Richard – Oldham / Zdeněk Rytíř)
- Plamenná píseň – (Jaromír Klempíř / Jiří Štaidl)
- Planetárium – (Otakar Petřina / Zdeněk Rytíř)
- Plavení koní – (Jan Neckář / Jan Schneider)
- Plynně řečí ptáků hovořím – (Jindřich Brabec / Pavel Vrba)
- Pod komandem lásky – (Otakar Petřina / Otakar Petřina)
- Podej mi ruku a projdem Václavák – (Jan Neckář / Michael Prostějovský)
- Pojď se vzít – (Karel Kopecký / Jindřich Faktor)
- Pojďte tancovat (At The Hop) – (Arthur Singer, John Medora, David White / Petr Tesař) s Josefem Kolínem
- Pokus o autoportrét – (Jan Neckář / Zdeněk Rytíř)
- Posel – (David Bowie / Michael Prostějovský)
- Potulný hráč – (Otakar Petřina / Zdeněk Rytíř)
- Poupátko – (Bohuslav Ondráček / Eduard Krečmar)
- Praha – (Jiří Burian / Ivo Marek – Jiří Burian)
- Praze – (Jiří Zmožek / Miroslav Florian)
- Proč se ptáš – (Pavel Vitoch / Petr Rada)
- Protiklady – (Otakar Petřina / Ladislav Kantor)
- První i poslední – (Jan Obermayer / Miroslav Černý)
- První máj – (Barry Alan Gibb / Robin Hugh Gibb/Zdeněk Rytíř)
- Před maturitou – (Jaroslav Uhlíř / Miroslav Černý)
- Před zrcadlem za zrcadlem – (Otakar Petřina / Otakar Petřina)
- Přítel Quinn (Mighty Quinn) – (Bob Dylan / Zdeněk Rytíř)
- Přítmí – (Otakar Petřina / Zdeněk Rytíř)

## R
- Rok rok střídá – (Jan Neckář / Zdeněk Borovec) s Janou Robbovou
- Romeo a Jůlie – (h: /t:) s Helenou Vondráčkovou
- Rosemary – (Henry Mason / Tony Madaulay / Zdeněk Rytíř)
- Royal – (Otakar Petřina / Zdeněk Rytíř)
- Ruce – (Otakar Petřina / Ladislav Kantor)
- Rým – (Jan Neckář / původní text: Michael Prostějovský/Zdeněk Rytíř) s Miriam Hruškovou
- Rytíř svý doby – (Dušan Pálka / Miroslav Zikán)
- Říkáš mi zapomeň – (Manfred Gustavus / Michael Prostějovský)

## S
- Sbohem smutku – (Jiří Bažant / Petr Rada)
- Se svou Mášou – (Jan Neckář / Eduard Krečmar)
- Seno a stáj – (Evžen Illín / Zdeněk Borovec)
- Skromný dík – (Gay Fletcher / Eduard Krečmar)
- Sláva – (Jiří Vondráček / Eduard Krečmar)
- Sluneční vítr – (Jan Neckář / Zdeněk Rytíř)
- Sny tuctový – (Jaromír Klempíř / Jiří Štaidl)
- Soud – (Angelo Michajlov / Jan Schneider)
- Soumrak můj je hříšný básník – (Jindřich Brabec / Michael Prostějovský)
- Spěchám (No Time) – (Björn Ulvaeus / Zdeněk Rytíř)
- Spím – (F. Vitásek / Ota Žebrák)
- Srdce v rytmu opery – (Vladimír Popelka / Petr Rada)
- Stále šťastné údolí – (Petr Janda / Zdeněk Borovec)
- Stand By Me – (Ben E.King / Jerry Leiber / Mike Stoller)
- Start z města Dávný City – (Otakar Petřina / Ladislav Kantor)
- Starý dům – (Karel Hašler / Karel Hašler) s Pavlínou Filipovskou
- Stín katedrál – (Karel Svoboda / Ivo Fischer) s Helenou Vondráčkovou
- Sto a jedna žen – (Bohuslav Ondráček / Zdeněk Rytíř)
- Stroj času – (Jan Neckář / Zdeněk Rytíř)
- Stříbrná flétna – (Karel Svoboda / Jan Schneider)
- Suzanne – (Leonard Cohen / Zdeněk Rytíř)
- Svět (World) – (Barry Alan Gibb / Maurice Ernest Gibb / Robin Hugh Gibb č.t.Eduard Krečmar)
- Svět je místo k radování – (Petr Hapka / Petr Rada)
- Světová výstava – (Jiří Burian / Ivo Marek – Jiří Burian)
- Světská sláva – (Angelo Michajlov / Eduard Krečmar)
- Svítání – (Daniel Dobiáš / Alena Kumštýřová)
- Swingující Jupiter – (Zdeněk Marat / Michael Prostějovský)
- Sisyfos – (Otakar Petřina / Ladislav Kantor)

## Š
- Šabadaba dá – (Zdeněk Marat / Ivo Fischer)
- Ša-la-la-la-li – (Mort Shuman / Zdeněk Rytíř)
- Šel sen kolem nás (Fox On The Run) – (Tony Hazzard / Eduard Krečmar)[4]
- Šel setník z vojny domů – (Ivan Kotrč / Zdeněk Borovec)
- Šikmý oči – (Bohuslav Ondráček / Josef Zíma)
- Šíleně elektrický město – (Jan Neckář / Pavel Vrba)
- Šlechtici – (Angelo Michajlov / Eduard Krečmar) první verze doprovází duo Irena a Olga. Později Helena Vondráčková a Marta Kubišová
- Štědrý den – (Jan Neckář / Eduard Krečmar)

## T
- Táborák pro dva – (Jaroslav Jakoubek / Jan Schneider)[5]
- Tahle basa – (Bedřich Nikodém / Jan Schneider)
- Tak co dál? – (Petr Hapka / Zdeněk Rytíř)
- Tak pojď domů – (Pavel Krejča / Zdeněk Rytíř)
- Tam tam – (Vladimír Rukavička / Pavel Vrba)
- Táta, máma a syn – (Daniel Dobiáš / Jan Krůta)
- Táto, mámo v komoře je myš – (Bohuslav Ondráček / Eduard Krečmar)
- Teče řeka údolím – (Josef Kolín / Zdeněk Rytíř)
- Teď jsem tady já  – (Jiří Zmožek / Miroslav Černý)
- Teď to víš – (Jan Neckář / Petr Formánek) s Janou Robbovou
- Telefon 39142 – (Ladislav Klein / Zdeněk Rytíř)
- Telegrafní klíč – (Vladimír Popelka / Eduard Krečmar)
- Tell Me When – (Reed / Geoff Stephens)
- Ten chléb je tvůj i můj – (Jindřich Brabec / Michael Prostějovský)
- Tenhle bílej měsíc – (Karel Svoboda / Ivo Rožek) s Karlem Svobodou
- Ticho – (Otakar Petřina / Ladislav Kantor)
- To byl zas týden – (Ladislav Štaidl / Michael Prostějovský)
- To se stává – (Otakar Petřina / Zdeněk Rytíř)
- Tomu, kdo nás má rád – (Otakar Petřina / Otakar Petřina)
- Trampolína – (Bohuslav Ondráček / Miroslav Černý)
- Třetí trubadúr – (Jan Slavotínek / Jan Slavotínek)
- Tu kytaru jsem koupil kvůli tobě – (Jiří Bažant / Vratislav Blažek)
- Tvůj has, tvůj dech, ústa tvá – (Pavel Skalický / Miloslav Procházka)
- Tvým dlouhým vlasům – (Jan Neckář / Zdeněk Rytíř)
- Tweedle Dow (Kdy jsem býval maličký) – (Winfield Scott / č.t.Petr Tesař)

## U
- U řeky temný dům stál – (Angelo Michajlov / Pavel Kopta)
- Ubi bene, ibi patria – (Karel Hašler / Karel Hašler)
- UFO – (Karel Svoboda / Zdeněk Rytíř)
- UFO – (David Tuchmanov / Eduard Krečmar)
- Úředník vítězí – (Jan Neckář / Michal Horáček)
- Už jsem si vybíral jívu – (Zdeněk Petr / Miloň Čepelka / Zdeněk Svěrák)
- Už jsi velkej, už jsi muž – (Bohuslav Ondráček / Eduard Krečmar)
- Už napadal sníh – (J.Kahánek / F.Řebíček)

## V
- V bryndě nebudu sám – (Bohuslav Ondráček / Michael Prostějovský)
- V Krkonoších je krásně – (Jindřich Vobořil / Michal Bukovič)
- Václava mám nejraděj – (skupina Saze / Drahoš Čadek)
- Valentýna – (Vladimír Popelka / Ivo Fischer)
- Včerejší – (Otakar Petřina / Zdeněk Rytíř)
- Večer na Rejdě – (Vasil P. Solovjov-Sedoj/ Josef Urban)
- Věčný náhradník – (Jan Neckář / Zdeněk Rytíř)
- Velkokněžna – (Petr Hapka / Petr Rada)
- Velocipéd – (Petr Hapka / Zdeněk Rytíř)
- Víla – (Paul Simon / Zdeněk Rytíř)
- Víš jak na mne – (Jan Neckář / Zdeněk Rytíř)
- Vlčí máky – (Zdeněk Krotil / Eduard Krečmar)
- Vobora – (Milan Klipec / Jaroslav Šprongl)
- Volání – (Leoš Kosek / Miloslav Procházka)
- Vstávej – (Bohuslav Ondráček / Eduard Krečmar)
- Všechno je jenom jednou – (Otakar Petřina / Ladislav Kantor)
- Výhodná partie – (Jaroslav Uhlíř / Karel Šíp)
- Vyšla hvězda jasná – (česká lidová)
- Vzdálený cíl – (Jiří Vondráček / Lucie Stropnická)

## W
- Was vorbei ist, das ist vorbei (Dobrá zpráva) – (Karel Svoboda / Zdeněk Rytíř, německý text: Relin) s Helenou Vondráčkovou a Martou Kubišovou
- Why Don't You Bring Him To The Dance – (Hank Williams) s Josefem Kolínem
- Wir leben mit den Sonnenschein – (Hawker / Raymonde / Hertha) s Helenou Vondráčkovou a Martou Kubišovou
- Wo ist der Clown (Blum) – (h: / t:) s Helenou Vondráčkovou a Martou Kubišovou

## Z
- Za láskou dál pospíchám – (Vladimír Rukavička / Jaroslav Šprongl)
- Zaklínej se třeba ďáblem – (Jiří Bažant / Petr Rada)
- Zápis legendy posledních milenců – (Otakar Petřina / Ladislav Kantor)
- Zase a zas a zase – (Otakar Petřina / Otakar Petřina)
- Zdá se mi, že svítá – (Jindřich Brabec / Petr Rada)
- Ze soboty na neděli – (Mojmír Smékal / Ivo Fischer)
- Země česká – (Daniel Dobiáš / Jan Krůta)
- Zimní den – (Zdeněk Petr / Ivo Fischer)
- Zimní královna nejdelších nocí – (Josef Kůstka / Ladislav Kantor)
- Zloději koní – (Otakar Petřina / Zdeněk Rytíř)
- Zlý časy odcházej – (Vladimír Rukavička / Jaroslav Šprongl)
- Znala panna pána – (Vítězslav Hádl / Petr Markov) s Helenou Vondráčkovou
- Znám jedno město – (Zdeněk Petr / Ivo Fischer)
- Znám jednu krásnou princeznu – (Jan Hammer / Ivo Fischer)
- Znám jednu starou zahradu – (Jan Hammer / Ivo Fischer)
- Známe ho, žádný vzor – (Josef Kůstka / Jiřina Fikejzová)
- ZOO – (Bohuslav Ondráček / Zdeněk Rytíř)
- Zpívej si se mnou – (Jan Neckář / Zdeněk Rytíř)
- Zrovna takhle – (Václav Hybš / Ivo Rožek)
- Zvoňte o patro níž – (Zdeněk Marat / Zdeněk Borovec) s Karlem Štědrým

## Ž
- Žalu dřív jsem se smál – (D.Shannon / Eduard Krečmar)
- Žít jako ve vatě – (Jan Neckář / Michal Horáček)
- Život – (Zdeněk Rytíř / Zdeněk Rytíř)
- Žonglér – (Otakar Petřina / Zdeněk Rytíř)